# 博克奥
博克奥（法語：Boqueho，法語發音：[bɔko] 或 [bɔkə.o]）是法国阿摩尔滨海省的一个市镇，位于该省中部，属于圣布里厄区。

## 地理
博克奥（48°28'59"N, 2°57'40"W）面积27.12 平方千米，位于法国布列塔尼大區阿摩尔滨海省，该省份为法国西北部沿海省份，位于布列塔尼半岛北部，北濒大西洋英吉利海峡，西接菲尼斯泰尔省，南至莫尔比昂省，东临伊勒-维莱讷省。
与博克奥接壤的市镇（或旧市镇、城区）包括：科伊尼亚克、朗罗代克、勒莱莱、普卢瓦拉、圣菲亚克、圣吉尔达、沙泰洛德朗-普卢阿加特。

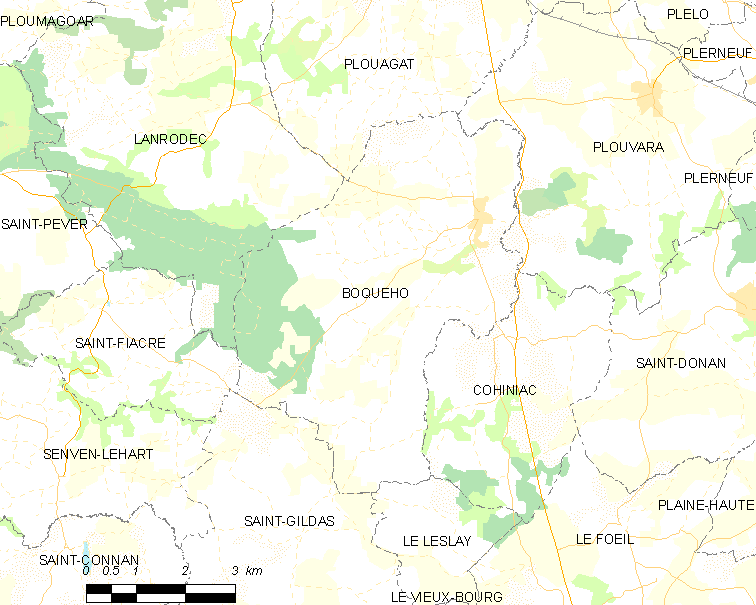
博克奥的OSM定位图

博克奥的时区为UTC+01:00、UTC+02:00（夏令时）。

## 行政
博克奥的邮政编码为22170，INSEE市镇编码为22011。

## 政治
博克奥所属的省级选区为普莱洛县。

## 人口

1962-2008年间博克奥人口变化图示

博克奥于2022年1月1日时的人口数量为1054人。